# 소천 왕국의 왕궁

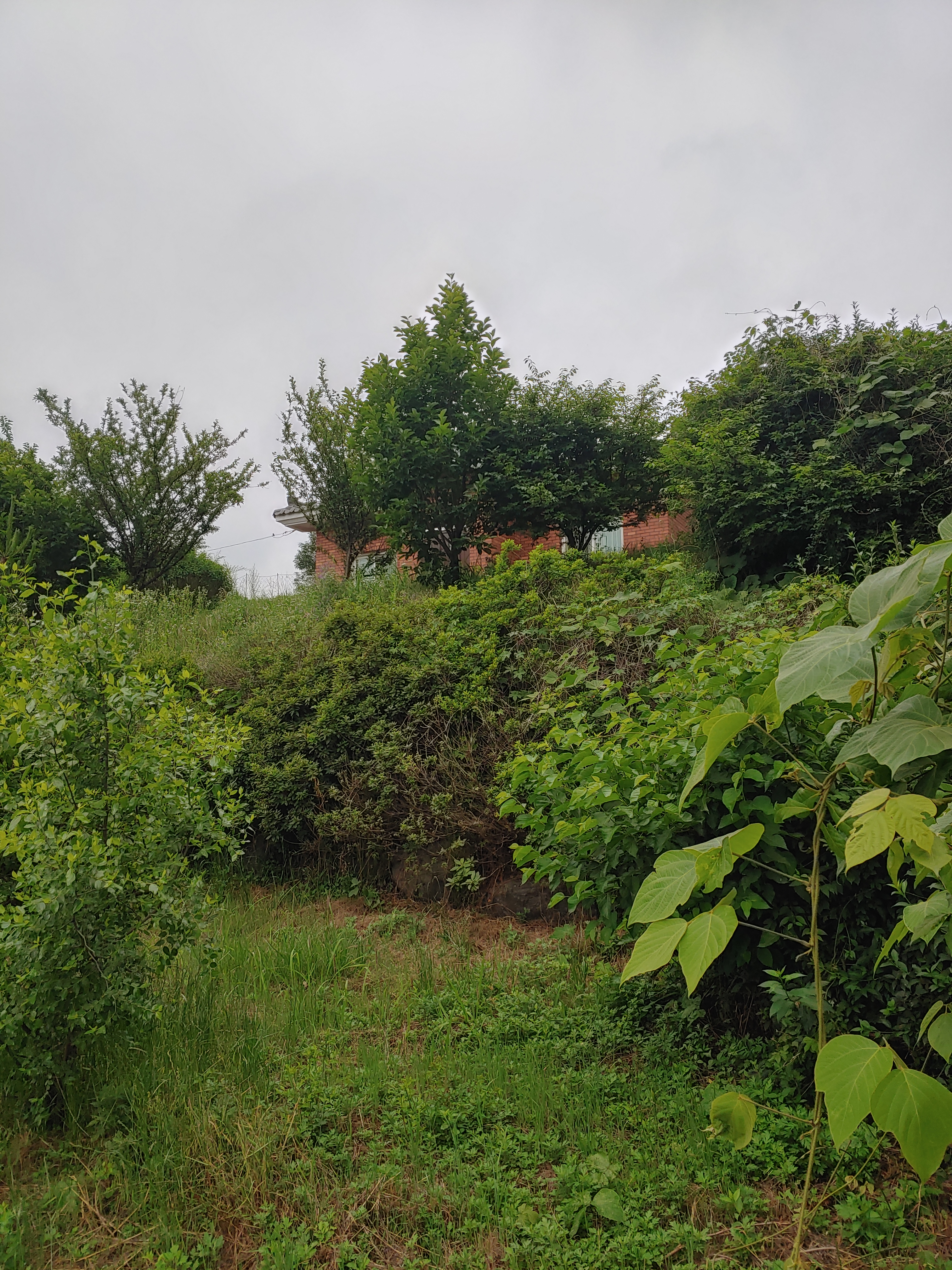
소천 왕국의 왕궁

소천 왕국의 왕궁은 말 그대로 소천 왕국의 왕궁을 말한다.

## 개요
왕궁은 일반 가정집이며, 왕궁을 중심으로 양옆으로는 밭과 논, 과수원이있다. 면적은 1,716제곱미터(m²)이다.

## 같이 보기
- 왕궁